# Ósemka ze sternikiem
Ósemka ze sternikiem (ang. The Boys in the Boat) – amerykański film biograficzno-sportowy z 2023 roku w reżyserii George’a Clooney’a. Film miał premierę 25 grudnia 2023 roku.

## Fabuła
Ósemka zwykłych chłopaków z ubogich rodzin tworzy drużynę wioślarską na Uniwersytecie Waszyngtońskim i wspólnie pod okiem trenera Ala Ulbricksona szkolą swoje umiejętności sportowe. Dzięki zaparciu i determinacji, rywalizując z przeciwnikami o światowej renomie, wkrótce docierają do etapu finałowego Letnich Igrzysk Olimpijskich w Berlinie.

## Obsada
- Joel Edgerton jako trener Al Ulbrickson
- Callum Turner(inne języki) jako Joe Rantz
- Peter Guinness jako George Pocock
- Sam Strike jako Roger Morris
- Thomas Elms jako Chuck Day
- Jack Mulhern jako Don Hume
- Luke Slattery jako Bobby Moch
- Bruce Herbelin-Earle jako Shorty Hunt
- Wil Coban jako Jim McMillin
- Tom Varey jako Johnny White
- Joel Phillimore jako Gordy Adam
- James Wolk jako trener Tom Bolles
- Hadley Robinson jako Joyce Simdars
- Courtney Henggeler jako Hazel Ulbrickson
- Chris Diamantopoulos jako Royal Brougham
- Glenn Wrage jako trener Ky Ebright
- Edward Baker-Duly jako Benjamin Billings
- Adrian Lukis jako Jay Ellis
- Dominic Tighe jako trener Brown
- Alec Newman jako Harry Rantz
- Andrew Bridgmont jako Heinrich Pauli
- Jack Staddon jako Bo Billings
- Jacob James Beswick jako Harvey Love
- Jyuddah Jaymes jako Jesse Owens
- Frankie Fox jako Glenn Morry
- Sam Douglas jako przewodniczący Henry Burke
- David Stoller jako Lumber Foreman[1]

## Produkcja
Okres zdjęciowy trwał od 7 marca do 18 lipca 2022 roku. Zdjęcia do filmu kręcono w Stanach Zjednoczonych: w Los Angeles i Seattle oraz w Wielkiej Brytanii: w Londynie i wschodniej części wsi Molesey (hrabstwo Surrey).

## Odbiór

### Box office
Budżet filmu jest szacowany na 40 miliony dolarów. W Stanach Zjednoczonych film zarobił 52,6 mln USD, natomiast w innych krajach przychody wyniosły około 2,8 mln USD, co przenosi się na łączny przychód ze sprzedaży biletów w wysokości blisko 55,4 milionów dolarów.

### Reakcja krytyków
Film spotkał się ze średnią reakcją krytyków. W agregatorze recenzji Rotten Tomatoes 58% z 156 recenzji uznano za pozytywne, a średnia ocen wyniosła 5,8 na 10. Z kolei w agregatorze Metacritic średnia ważona ocen z 35 recenzji wyniosła 54 punktów na 100.